# 아즈마 키요히코
아즈마 키요히코(일본어: あずま きよひこ 아즈마 기요히코[*], 본명:일본어: 東 清彦(읽는 방법은 필명과 동일), 1968년 5월 27일 ~)는 일본의 만화가이다. 효고현 출신으로 2006년 제10회 문화청미디어예술제 만화 부문 우수상을 수상한 바 있다. 대표작으로 《아즈망가대왕》이 있으며, 현재 월간 코믹 전격 대왕에서 《요츠바랑!》을 연재중이다.

## 작품 목록

### 만화
- 《아즈망가대왕》 (1999년 ~ 2002년, 월간 코믹 전격 대왕, 미디어워크스)
- 《요츠바랑!》 (2003년 ~ 현재)